# 魚住站
魚住站（日语：／ Uozumi eki */?）是位於兵庫縣明石市魚住町中尾，西日本旅客鐵道（JR西日本）山陽本線（JR神戶線）的車站。車站編號為JR-A76。

## 歷史
- 1961年（昭和36年）10月1日 - 日本國有鐵道（國鐵）山陽本線大久保站至土山站之間新設此站。為旅客車站。
- 1987年（昭和62年）4月1日 - 伴隨國鐵分割民營化，車站由西日本旅客鐵道（JR西日本）營運。
- 1988年（昭和63年）3月13日 - 制定路線別名「JR神戶線」。
- 1995年（平成7年）
  - 1月17日 - 發生阪神大地震，此站暫停營業。
  - 1月18日 - 西明石站至姬路站之間重開，此站重新營業。
- 1997年（平成9年）2月16日 - 引入JR神戶線標準進站音樂「細波」。
- 2003年（平成15年）11月1日 - 此站可以使用IC卡ICOCA[1]。
- 2006年（平成18年）10月1日 - 引入JR京都・神戶線運行管理系統（日语：アーバンネットワーク運行管理システム#JR京都・神戸線システム）。
- 2007年（平成19年）3月18日 - 更新車站自動廣播（日语：駅自動放送）。
- 2008年（平成20年）12月1日 - 成為業務委託車站，由JR西日本交通服務負責車站業務。
- 2009年（平成21年）3月14日 - 跨站式站房開始使用[2]。
- 2010年（平成22年）4月1日 - 神姬巴士（日语：神姫バス）開始駛入北出口巴士月台。
- 2015年（平成27年）3月12日 - 進站警告聲停止使用，進站音樂改為JR神戶線標準「細波」音質變更版[3]。
- 2018年（平成30年）3月17日 - 引入車站編號並開始使用[4]。

## 車站構造

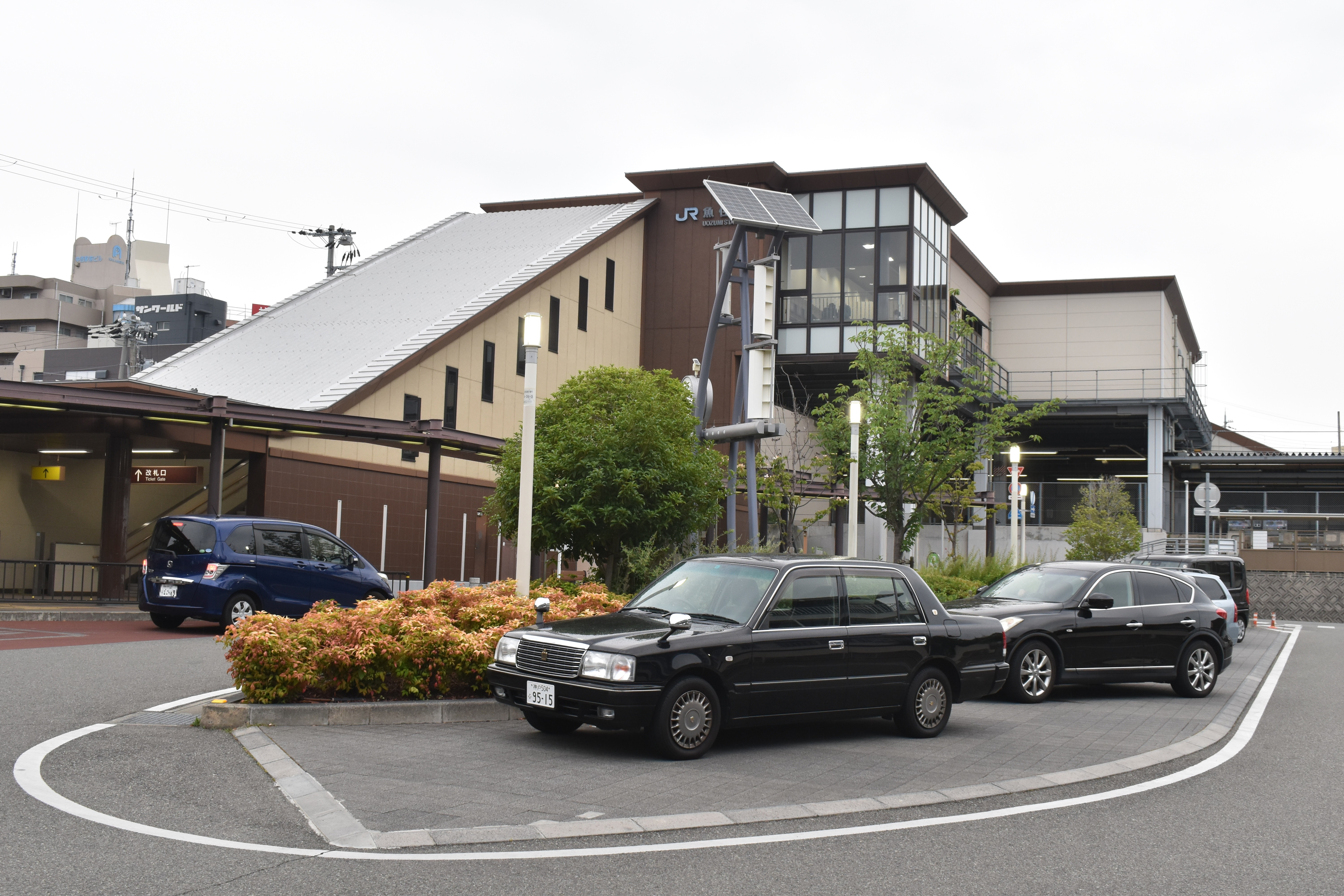
南口(2022年6月)

車站是一座設有跨站式站房的地面車站，設有2面2線的相對式月台。當跨站式站房開始使用時，車站的自動閘機與補票機也改用新型機器。車站設有轉轍器和絶對信號機，被定義為停留所。
此站位於都市網絡範圍內。此站可使用ICOCA與互相使用的IC卡。此站為業務委託車站，由西明石站管理，此站設有綠色窗口。
此站於1997年2月16日起引入進站音樂「細波」（為JR神戶線標準進站音樂）外，在列車接近表示器會播放出瑪莉有隻小綿羊與康城賽馬副歌部分。

### 月台
| 月台 | 路線     | 方向 | 目的地           |
| ---- | -------- | ---- | ---------------- |
| 1    | JR神戶線 | 上行 | 三之宮、大阪方向 |
| 2    | JR神戶線 | 下行 | 加古川、姬路方向 |

- 以上的路線名是使用旅客資訊上的名稱（別名、愛稱）。

## 時間表
在日間時段中，每小時設有4班列車。在早上時段會較多班次。前往三之宮、大阪方向大部分班次會在西明石站變為快速列車。另外，也設有前往三之宮、大阪方向的普通列車（各站停車）班次。

## 使用狀況
根據《兵庫縣統計書》，在2018年（平成30年）度1日平均上車人次為11,539人。
以下為車站近年1日平均上車人次：
| 年度   | 1日平均 上車人次 |
| ------ | ---------------- |
| 1999年 | 11,885           |
| 2000年 | 11,564           |
| 2001年 | 11,342           |
| 2002年 | 11,142           |
| 2003年 | 11,046           |
| 2004年 | 10,854           |
| 2005年 | 10,775           |
| 2006年 | 10,837           |
| 2007年 | 10,876           |
| 2008年 | 10,948           |
| 2009年 | 10,829           |
| 2010年 | 10,950           |
| 2011年 | 11,027           |
| 2012年 | 11,030           |
| 2013年 | 11,217           |
| 2014年 | 11,086           |
| 2015年 | 11,246           |
| 2016年 | 11,429           |
| 2017年 | 11,464           |
| 2018年 | 11,539           |

## 車站周邊
- 山陽魚住站（山陽電氣鐵道本線） - 南方750米。在此站啟用前，該車站曾名為「魚住站」。
- 明石工業高等專門學校
- 兵庫縣立明石清水高等學校（日语：兵庫県立明石清水高等学校）
- 明石市立明石商業高等學校（日语：明石市立明石商業高等学校）
- 獅王明石工廠
- 卡特比勒日本（日语：キャタピラージャパン）明石事業所
- 魚住商場
- 國道2號
- 國道250號（明姬幹線（日语：明姫幹線））
- 明石西郵便局（日语：明石西郵便局）（距離車站2分鐘步行距離）

## 巴士路線
- Taco巴士（日语：Tacoバス）
  - 車費一律100日圓，小童半價。當山陽電鐵巴士負責運行。但是Taco巴士迷你於北出口的路線由明石的士負責運行，南出口的路線由發光的士負責運行。
- 神姬巴士（日语：神姫バス）

### 北出口
神姬巴士
- 1系統 經國道大久保、西明石站、硯町　前往明石站/經福里　前往土山站
- 17系統 經明石商業高校前、北場、高丘7丁目、山之下　前往大久保站（只限平日早上運行）
- 46系統 經明石商業高校前、北場（高丘巡回線）　前往大久保站

Taco巴士
- (8)金崎路線　經金崎文化中心、縣營金崎住宅　前往北浦方向（Taco巴士迷你）
- (9)錦丘路線　經明石愛老園、明石清水郵局　前往中嶋方向（Taco巴士迷你）
- (10)青葉台路線　經青葉台　前往守池住宅方向
- (11)清水路線　經濱西、清水西口　前往明石丘北方向

### 南口
Taco巴士
- (7)西江井島路線　經山陽魚住站、江井島服務區北　前往江井島中學（日语：明石市立江井島中学校）方向
  - 經山陽魚住站前往江井島中學方向的班次中，可於江井島綜合市場巴士站轉乘(6)經家之北、明石醫療中心前往大久保站南出口的路線。需要注意不是所有班次可轉乘前往大久保站南出口。
- (12)西岡東路線　經山陽魚住站、藥師院口、聯繫廣場明石西、二見市民中心　前往西二見站
  - 於平日7:15、7:50出發的班次不停聯繫廣場明石西。
- (13)西岡西路線　經滿福寺　前往二見市民中心（Taco巴士迷你）

## 未來計劃
大久保站至此站之間，計劃會增設設有20條停泊路軌的新幹線車輛基地，另外在在來線也設10條留置線，並且建設新車站。

## 相鄰車站
西日本旅客鐵道
 JR神戶線（山陽本線）
■新快速
通過
■普通（包括在高槻站至西明石站之間為快速列車的班次）
大久保（JR-A75）－魚住（JR-A76）－土山（JR-A77）

## 外部連結
- 魚住｜車站資訊：JR出門網 - 西日本旅客鐵道